# جورج باكستر
جورج باكستر (1792 في المملكة المتحدة - ) (بالإنجليزية: George Baxter)‏ هو لاعب كريكت بريطاني.